# إرنست جويس
إرنست جويس إرنست إدوارد ميلز جويس (حوالي 1875-2 May 1940) كان بحار في البحرية الملكية ومستكشف من الذين شاركوا في أربع بعثات إلى القطب الجنوبي خلال العصر البطولي لاستكشاف القطب الجنوبي، في وقت مبكر في أوائل القرن 20th. كما أنه خدم في إطار كل من روبرت فالكون سكوت وارنست شاكلتون
جاء جويس من خلفية متواضعة في الملاحة البحرية، وبدأ حياته المهنية البحرية كبحار صبي في عام 1891. ثم بدأ تجاربه في القطب الجنوبي بعد مرور 10 سنوات، في عام 1907 جند شاكلتون جويس لتولي مسؤولية الكلاب والزلاجات . وفي وقت لاحق كان يعمل جويس مع دوغلاس ماوسون في القطب المتجمد الجنوبي الأسترالي في عام 1911، لكنه ترك البعثة قبلما غادرت لأنتاركتيكا.
مترجم Ernest Joyce